# Louis Abelly

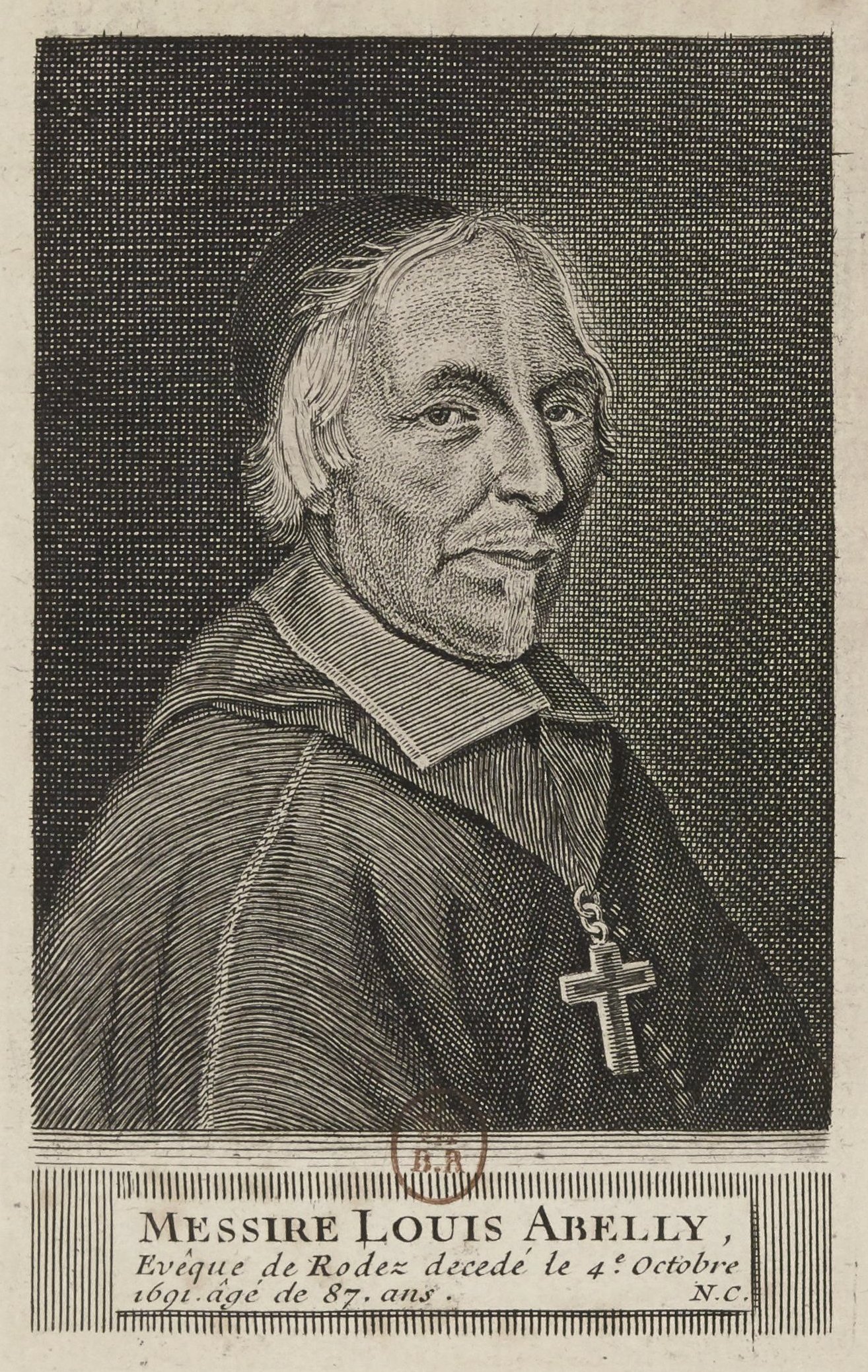

Louis Abelly (* 1602; † 4. Oktober 1691 in Paris) war Bischof von Rodez in Südfrankreich, katholischer Moraltheologe, Freund und Biograph des Vinzenz von Paul. Er verfasste das gemäßigt semipelagianische dogmatische Lehrbuch „Medulla theologica“. Deswegen gaben ihm die Jansenisten den Beinamen „le moelleux“. Abely war ein großer Verteidiger des Marienkults und schrieb über dessen kirchliche Tradition. Er gehörte zu den Gegnern der Jansenisten und starb 88 Jahre alt in dem von Vinzenz von Paul gestifteten Lazaruskloster in Paris.